# Auguste Jean Alexandre Law de Lauriston
Pour les autres membres de la famille, voir Law de Lauriston.
Auguste Jean Alexandre Law, marquis de Lauriston (10 octobre 1790 à La Fère - 27 juin 1860 à Paris), est un militaire et homme politique français.

## Biographie
Il est le fils aîné du maréchal Jacques Alexandre Law de Lauriston et de Claude-Antoinette Julie Le Duc (1772-1873).
Il est page de Napoléon Ier en 1804, lieutenant au 20e chasseurs à cheval en 1808, capitaine au corps en 1809. Il se distingua à Amstetten et à Raab, et eut un cheval tué sous lui à Wagram. Aide de camp de son père le général comte de Lauriston, en 1811, officier d'ordonnance de l'empereur et chef d'escadron aux gardes d'honneur en 1813, il fit la campagne de Saxe.
Sous-lieutenant aux gardes du corps du roi en 1814, colonel des chasseurs à cheval du Cantal en 1815, et du 2e régiment de cuirassiers de la garde royale en 1821, maréchal de camp le 26 mai 1823, il prit part à la guerre d'Espagne, commanda une brigade du 1er corps et opéra en Andalousie. 
Inspecteur de cavalerie en 1824 et 1826, commandant d'une brigade du camp de Saint-Omer, inspecteur général de cavalerie en 1829, il fut admis à siéger à la Chambre des pairs, à titre héréditaire, le 14 février de cette dernière année, en remplacement de son père décédé en 1828. 
Mis en disponibilité le 22 mars 1831, et retraité comme maréchal de camp le 24 janvier 1838, Law de Lauriston avait été créé comte par la Restauration. Sourdement opposé au gouvernement de Louis-Philippe, il fut élu colonel de la 10e légion de la garde nationale en 1848, puis, le 13 mai 1849, représentant de l'Aisne à l'Assemblée législative. Appartenant au parti légitimiste, il vota avec la majorité, sans se rallier à la politique du prince Louis-Napoléon. Il fit partie des 220 représentants qui se réunirent à la mairie du Xe arrondissement pour protester contre le coup d'État, et qui votèrent la déchéance. Arrêté, emprisonné pendant quelques jours au Mont-Valérien et remis en liberté le 16 décembre, il rentra dans la vie privée.
Il est inhumé au cimetière du Père-Lachaise (14e division).

## Vie privée
De son mariage avec Délie Carette, il aura un fils Alexandre Louis Law de Lauriston (1821 - 1905).

## Sources
- Base Léonore